# Федерация молодёжи за мир во всём мире
Федерация молодёжи за мир во всем мире (Youth Federation for World Peace, YFWP) — неправительственная организация в Южной Корее, основанная Мун Сон Мёном. Проводит студенческие семинары. Основана в 1996 году (по данным некоторых исследователей — в 1994 году). 
Организация — участник United Nations Global Impact, в 2000-х годах партнёрствовала с агентствами ООН, в молодежной сфере в Африке, на Сейшелах. Например, в Замбии занималась проблемами предотвращения распространения СМИДа.
В 2001 организация неудачно пыталась получить аккредитацию при ООН. Исследователи считали организацию близко аффилированной с Церковью объединения. 
После кончины основателя в 2012 году, его вдова Хан Хакча основала организацию Youth and Students for Peace, в значительной степени заменившую федерацию, деятельность которой практически прекратилась.